# Catanduanes
Koordinaten: 13° 50′ N, 124° 15′ O
Catanduanes (Filipino: Katandwanes) ist eine Insel und Inselprovinz im Osten der Philippinen mit der Hauptstadt Virac.
Sie hat 260.964 Einwohner (Zensus 1. August 2015) und eine Fläche von 1.492,16 km².
Die Insel liegt östlich der philippinischen Hauptinsel Luzon, der Caramoan-Halbinsel vorgelagert. Im Westen grenzt sie an den Maquela-Kanal, im Südwesten an den Golf von Lagonoy, im Norden und Osten an die Philippinensee.

Karte mit den mittleren Philippinen und der Insel Catanduanes ganz im Nordosten

Sie wird zur Luzon-Inselgruppe gerechnet und gehört zur Bicol-Region.
Das tropische Klima kennt Anfang des Jahres regenreichen Monsun und zur Jahresmitte trockene Monsunwinde.
Im Zentrum der Insel liegt das 427,78 km² große Catanduanes Watershed Forest Reserve.

## Geschichte
1573 erreichten die Spanier mit Juan de Salcedo die Insel, sie waren auf der Jagd nach Piraten und unterwarfen die Einwohner.
Ab 1600 wirkten katholische Missionare auf der Insel. Nach der Annexion der Philippinen durch die Amerikaner kam es auf der Insel in den 1930er Jahren zu Aufständen gegen die neuen Herrscher. Im Zweiten Weltkrieg besetzten die Japaner 1942 mit den Philippinen auch die Catanduanes. Es entstand ein regionaler Widerstand, dem es nach jahrelangen Kämpfen im Februar 1945 gelang, die japanischen Besatzer zu überwinden.
Mit Inkrafttreten des Commonwealth Act No. 687 am 16. Oktober 1945 wurde Catanduanes von der Provinz Albay unabhängig und bildet seitdem mit einigen weiteren, aber sehr kleinen Inseln eine eigene Provinz.

## Stadtgemeinden
- Bagamanoc
- Baras
- Bato
- Caramoran
- Gigmoto
- Pandan
- Panganiban (Payo)
- San Andres (Calolbon)
- San Miguel
- Viga
- Virac